# 馮広民
馮 広民（ふう こうみん、1881年〈光緒7年〉 - 1954年）は、中華民国・満洲国の官僚・教育者。字は子安。

## 事績

### 中華民国時代の活動
奉天両級師範数理化専科を優等で卒業し、1914年（民国3年）に北京高等師範学校を卒業した。その後は奉天両級師範学校理化教員となり、奉天女子師範学校理化教員、奉天第一師範学校教務長、瀋陽高等師範学校学監主任、奉天省立第三高級中学校校長、奉天省議会議員などを歴任している。
1921年（民国10年）、馮広民は奉天省教育会正会長に任命される。1925年（民国14年）、かつては奉天文溯閣に収蔵されていながらも北京に移されていた『四庫全書』について、馮は奉天への返還運動を開始する。最終的に奉天派全体の後押しもあって、『四庫全書』は奉天省へ返還されることとなり、馮はその作業の指揮もとった。また、北京政府中央では1925年7月に臨時参政院参政に任命されている。
1927年（民国16年）1月から1928年（民国17年）3月まで、盤山県知事をつとめる。任期中には同県で66か所もの学校を創設し、教育環境の整備を成し遂げた。1928年、東北大学総務長や遼寧省中小学教育基金会董事となり、後に遼寧省図書館責任者もつとめる。奉天省公署参謀を経て、1929年（民国18年）に西豊県長となった。

### 満洲国時代の活動
満洲事変発生と満洲国建国を経ても馮広民は西豊県長に留まり、私財を費やしながら学校整備や民生充実につとめる一方、密かに抗日人士の庇護につとめた。1933年（大同2年）8月10日、馮は錦県県長に転任することになったが、西豊県民数百名が哭泣跪拝して見送ったという。
錦県県長となった馮広民は、ここでも学校制度の整備と充実を図る。翌1934年（康徳元年）、錦県女子新制師範学校を創設した。また、大広済寺塔（錦州遼塔）が戦災で破損していたため、任期中に補修事業を行っている。同年、錦州省公署民政庁長に昇進した。なお、錦県県長や錦州省民政庁長時代の馮は、抗日の学生や人士を都度都度庇護している。そのために日本軍憲兵により拘束されたこともあったが、満洲国要人たちの要請により釈放されたという。
1937年（康徳4年）7月、中央へ呼び戻されて民生部社会司長となり、翌1938年（康徳5年）3月、ハルビン市長に移った。1939年（康徳6年）6月1日、新設された北安省長に抜擢されたが、まもなく病に倒れ、同年11月6日に辞任する。

### 晩年と評価
これ以後、馮広民は政界に全く関わらなかった。そのためか、満洲国崩壊後も中ソの軍や当局に漢奸として摘発されることがなかったと見られる。
中華人民共和国建国後の1954年、北京で病没。享年74。
死後における馮広民の評価は、長らく漢奸に類するものであったと見られる。しかし、遼寧省の研究者による馮広民の事績（特に上記の県長時代の功績）に対する再評価が1988年から始まり、1995年までには一定の名誉回復がなされた模様である。